# Dorpskerk (Bleiswijk)
De Dorpskerk in Bleiswijk, in de Nederlandse provincie Zuid-Holland, is een eenbeukig kerkgebouw.

## Beschrijving
Oorspronkelijk zou er op de plaats van het koor een kapel hebben gestaan. In de 13e eeuw verrees op deze plek een nieuw kerkgebouw. Rond 1532 kreeg de kerk zijn huidige vorm. De kerk was oorspronkelijk gewijd aan Johannes de Doper. In 1668 werd het schip van de kerk verhoogd. De toren aan de westzijde van de kerk kreeg in 1837 een nieuwe naaldspits. Midden op het dak van de kerk staat een klokkenkoepeltje. Opvallende elementen in het interieur zijn onder andere een preekstoel uit 1622, een herengestoelte, een tweetal herenbanken en grafzerken uit de 16e en de 17e eeuw. Het orgel dateert uit 1842 en werd gemaakt door de Amsterdamse orgelbouwer  L. van den Brink & Zonen.
In de jaren 1971 t/m 1973 werd de kerk gerestaureerd. In 1974 werd de kerk als rijksmonument in geschreven in het monumentenregister.

## Literatuur

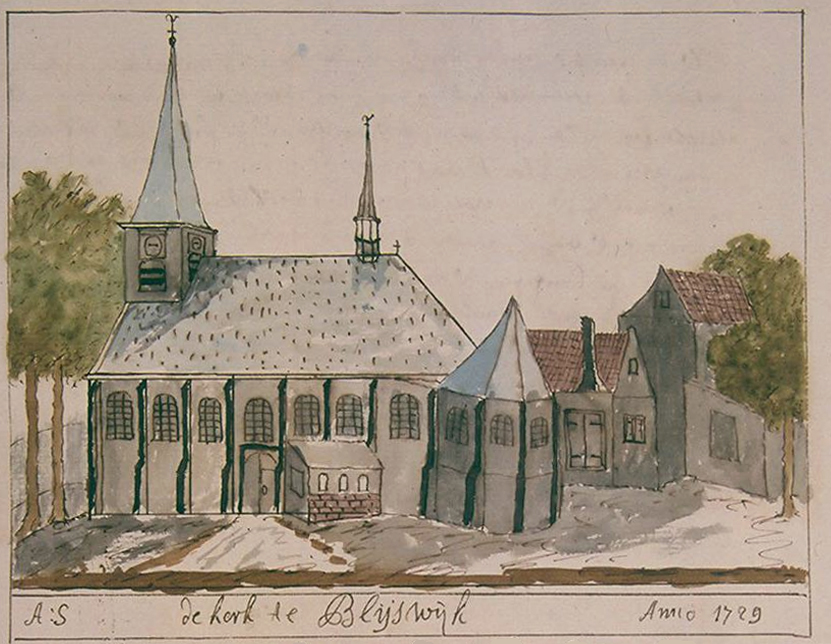
De kerk in 1729 getekend door Cornelis Pronk